# Schwellenkreuz (Heraldik)

Eine Form des Stufenkreuzes

Mit Schwellenkreuz (Stufenkreuz, Absatzkreuz, Staffelkreuz oder Säulenkreuz) bezeichnet die Heraldik ein Kreuz mit stufenartigen Kreuzarmenden.
In der Heraldik ist die Darstellung als gemeine Figur und als Heroldsbild möglich. Weit gefasst gehören alle Kreuze dazu, die mit dem unteren Arm auf einem stufenförmigen Podest stehen, unabhängig von der Gestaltung der anderen Kreuzarme.
Auch ein Kreuz, dessen vier Arme mit einer Stufe versehen ist, wird so genannt. So ein Kreuz wird auch als byzantinisches Kreuz bezeichnet. In der Literatur wird dieser Begriff nicht immer eindeutig verwendet.